# Том Ріган
Ріган Том (28 листопада 1938—17 лютого 2017) — відомий сучасний американський екофілософ, професор  філософії, викладав у Північно-Каролінському університеті США. Видатний захисник  прав тварин, плідний письменник і видавець, лідер руху за права тварин. Автор чотирьох книг з філософії прав тварин. Разом зі своєю дружиною Ненсі він створив в 1985 р. Фонд з культури і тварин, покликаний підтримувати акції на захист прав тварин.

## Думки і погляди
Том Ріган є одним з найвидатніших представників деонтологічного напрямку в русі прав тварин.  Деонтологічна етика вважає, що деякі моменти в моральному акті самі мають притаманну цінність, незалежно від наслідків. Наприклад, не можна вбивати людей, навіть якщо це призведе до позитивних наслідків. Термін «деонтологія» був введений філософом Бентамом в 1834 році для позначення теорії моральності в цілому, пізніше був віднесений до розділу  етики, що розглядає проблеми обов'язку і належного. Представники деонтологічного напряму руху за звільнення тварин стоять на позиції рівних прав з тваринами. Однакові істотні фізіологічні якості — бажання, пам'ять, Розум і т. д. пов'язують людей з тваринами, і тому у всіх нас рівна внутрішня, автономна цінність, що є основою для рівності прав. Ці права невід'ємні і їх не можна позбавити. Тварини, як і люди — «цілі самі по собі», особистості, тому корисність не може топтати ці права. Деонтологічний напрямок є більш радикальним, ніж утилітарний, він вимагає не реформування ферм, а повної їх відміни. Т. Ріган виступає за заборону полювання і всякого експериментування над тваринами.
«Зооіндивідуалізм» — таку назву отримала позиція, згідно з якою тварини є свідомими суб'єктами життя і тим самим заслуговують моральної поваги. Екофілософи П. Сінгер, Т. Ріган і Д. Рачелс — основні представники такого погляду. Т. Ріган, на жаль, обмежується лише ссавцями, адже вони явно виявляють свідому індивідуальність, яка є основою його концепції справжньої цінності. Ця цінність притаманна усім індивідуалам, які є «суб'єктами життя». Суб'єкти життя мають якесь почуття минулого і майбутнього, а також достатню свідомість, щоб розмова про блага їхнього життя мала якийсь сенс. Для Рігана не існує «колективного права індивідуалів».
Відповідно до цього ті, хто має справжню цінність, має право на шанобливе поводження. Таким чином, виключається полювання, вилов і багато інших форми управління диким життям, що сприяють нанесенню максимальної шкоди  фауні. Члени зникаючих видів не більш цінні, ніж члени інших видів. Так як всі тварини заслуговують шанобливого поводження, людям слід розробити відповідні правила взаємовідносин з природним життям. Т. Ріган вважає, що якщо люди будуть проявляти належну повагу до прав індивідуалів, складових біоугруповань, то це саме угруповання буде збережено. «Те, що ми повинні поводиться з тваринами шанобливо, не є проявом доброти, це прояв справедливості»:
|  | Вовки, що поїдають карібу, не роблять нічого морально неправильного, хоча шкода, завдана ними, досить реальна. Тому, з теорії прав, головним завданням управління диким життям має бути не забезпечення максимуму обґрунтованого видобутку; треба захищати тварин від спроб порушення їх прав - від мисливців і трапперів, промисловців, що знищують їх природне довкілля заради економічних інтересів і т.д. |

Теорія прав Рігана — це теорія про моральні права індивідуалів. Але ця теорія підтримує заходи з порятунку зникаючих видів. «Проте робить вона це не тому, що ці тварини нечисленні, а тому, що у них однакова цінність з усіма, кому притаманна справжня цінність і вони поділяють наше право на шанобливе ставлення». З точки зору захисників прав тварин, ті ж самі принципи, що застосовуються при моральній оцінці рідкісних видів, застосовуються і до звичайних видів.
У статті «Права та екологічна етика» Т. Ріган називає індивідуалів «зразковими володарями прав». «Ідеї успішного розвитку, заснованого на правах  екологічної етики, ті, що стверджують притаманність індивідуальним неживим природним об'єктам справжньої цінності і базового морального права на шанобливе поводження з цією цінністю, екологами повинні вітатися. Якщо індивідуальні дерева мають справжню цінність, то їм притаманний вид цінності неспівмірний, що не зводиться до властивих цінностям задоволень, переваги задоволень тощо, і раз права індивідуала не можуть бути знехтувані всього лише на основі важливості суми цих цінностей для всіх зацікавлених, то екологічна етика, заснована на правах, повинна перепинити шлях тим, хто хоче викорінити  дику природу в ім'я „людського прогрессу“, нехай заради та загальних економічних, освітніх, оздоровчих чи інших людських інтересів. Відповідно до теорії прав, якщо ми це зробимо, то неживі природні об'єкти отримають права і наша загальна політика щодо природи буде саме такою, якою її бажають бачити прихильники охорони природи — дати природі спокій. Екологічна етика, заснована на правах, залишається ще дуже далекою від розвиненого стану, і заслуговує подальшого вивчення».
Автор багатьох статей і книг з моральної філософії, Том Ріган заслужив звання революціонера в галузі звільнення тварин і боротьби за відстоювання їхніх прав. Він вимагає не реформ, а повного скасування використання тварин в науці, повний розпуск комерційних тваринницьких ферм і повної заборони комерційного спортивного полювання і лову тварин. «Система, що дозволяє нам розглядати тварин, як наші ресурси, фундаментально невірна … Лабораторні тварини — не просто іграшки, а ми не їхні королі». Підкреслюючи обов'язки, а не наші права, Ріган пише: «Головне у філософії — її ідеї, їх значення і раціональна основа (…). Яку б етичну теорію ми раціонально ні застосовували, вона, принаймні, повинна визнавати, що ми маємо прямі обов'язки перед тваринами, точно так само, як ми маємо деякі обов'язки безпосередньо перед людьми».
Ріган пропонує два методи для досягнення цієї мети. «Першим я називаю погляд жорстокість-доброта. Висловлюючись попросту, цей погляд передбачає, що наш прямий обов'язок — це не бути жорстокими відносно тварин і бути до них добрими». Другий шлях — визнання властивої цінності індивідуумів. «Але ні ви, ні тварини не маєте по праву яку-небудь цінність. Цінні лише ваші почуття». Таке ж ставлення має переноситися на тварин, які нам потрібні (яких ми їмо або ловимо, наприклад), їх теж треба розглядати як відчуваючі «суб'єкти життя» з власною притаманною цінністю. Всі, хто мають притаманну цінність, мають її в рівній мірі, будь-то людина або тварина. Теорія, що лежить в основі руху за права тварин, ідентична руху за права людей. «Теорія, яка раціонально обґрунтовує права тварин, також обґрунтовує права людей. Рух за права тварин витканий з тієї ж моральної тканини». У зв'язку з цим теорія Т. Рігана категорично відкидає використання тварин в науці, «банальних, непотрібних або безглуздих дослідженнях, і в тих випадках, коли використовують в дослідах, які обіцяють принести реальну користь людям». Такої ж категоричної думки Ріган дотримується стосовно комерційного фермерського тваринництва. «Очевидно, що філософія не замінює дій. Рядки, які я пишу тут і в інших місцях, самі по собі не змінять нічого. Філософія лише вказує напрямок наших дій і причину, що їх викликала».
Такої ж думки Т. Ріган дотримується й щодо дикого життя. «Зокрема, будь-яка і всяка шкода, завдана рідкісним і тим, що перебувають у небезпеці тваринам, заподіяна в ім'я сукупних людських інтересів, є неправильною відповідно до точки зору прав, тому що вона порушує право індивідуальних тварин на шанобливе ставлення. Щодо диких тварин загальною політикою, рекомендованою точкою зору прав є: дайте їм спокій!». «І оскільки для того, щоб мати найкращу теорію наших обов'язків один перед одним, ми повинні визнати нашу рівну внутрішню цінність як індивідуумів. Розум — не сентименти, не емоції — розум змушує нас визнати рівну внутрішню цінність цих тварин. І при цьому до їхніх рівних прав потрібно ставитися з належною повагою».
Філософія Т. Рігана включає такі принципи як мінімізація переваги (права одного над правом іншого), а також виключення гіршого при вирішенні подібних ситуацій. Принцип мінімізації переваги полягає в тому, що коли ми стикаємося з перевагою прав багатьох невинних створінь над правами небагатьох невинних створінь, за умови, що нанесена ними шкода однакова, то слід віддати перевагу правам багатьох. Принцип виключення гіршого полягає в тому, що якщо індивідуумам, яких це стосується, завдається непорівнянний збиток, ми повинні пом'якшити ситуацію тих, кому гірше.
Том Ріган в роботі «Етичне мислення і теорія» описує шість рис правильного морального судження:
1. концептуальна ясність,
2. інформація,
3. раціональність,
4. неупередженість,
5. здоровий глузд,
6. застосування обґрунтованих моральних принципів.

Ріган стверджує, що для оцінки моральних принципів ми повинні керуватися міркуваннями відповідності, узгодженості, точності і тотожності наших моральних принципів. «За самою своєю природою ідеальне моральне судження так і залишається ідеалом, який, мабуть, ніколи ніким так і не буде досягнуто. Але завдяки нашому бажанню його досягти, він все-таки стає ближчим».
Наш обов'язок по відношенню до дітей, людей похилого віку і інших моральних пацієнтів ґрунтується не на «сентиментальних інтересах», а на повазі до справжньої цінності, вважає екофілософ.
У своїх працях Том Ріган виходить із принципу — як чорні люди не створені спеціально для білих людей, так і природа не існує для людини. У всіх природних видів є власне життя і власна цінність. Моральність, якій не вдалося зрозуміти цю істину, порожня і безпідставна. Що стосується прав всіх живих істот, то збиток, заподіяний смертю тварині, на думку Т. Рігана, не рівноцінний збитку, заподіяному людині в подібному стані.
У книзі «Аргументи за права тварин» Том Ріган пише:
|  | Людям перед тим, як змінити свої звички, слід змінити свої переконання. Достатня кількість людей, особливо тих, хто займає громадські пости, повинні вірити у зміни, повинні хотіти їх - тільки потім у нас з'являться закони, що захищають права тварин. Цей процес змін дуже складний, ємний і вимагає зусиль багатьох - в освіті, громадському житті, політичної організації і активності, аж до приклеювання марок на конверти. Мій внесок, як філософа, обмежений, але я вважаю, в той же час і важливий. |

## Публікації
- Риган Т. Звери правы, люди не правы // В. Е. Борейко Прорыв в экологическую этику. — К.: Киев. эколого-культурный центр, 1999. — С. 86-107.
- Риган Т. Права животных и заблуждение людей // Гуманитарный экол. журн. — 2010. — № 2. — С. 26-33
- Regan Т., Singer P. Animal rights and human obligations. — Englewood Cliffs: Prentice-Hall, 1976. — 250 p.
- Regan Т. On the connection between environmental science and environmental ethics // Environmental ethics. — 1980. — V. 2. — P. 363–367.
- Regan Т. On the right not to be made to suffer Gratuitously // Canad. j. philosophy. — 1980. — № 10. — P. 473–478.
- Regan T. The nature and possibility of an environmental ethics // Environmental ethics. 1981. — V. 3. — P. 19-34.
- Regan Т. All that dwell therein, Esays on animal rights and environmental ethics. — Berkeley: Univ. California Press, 1982. — 249 p.
- Regan Т. The case for animal rihgts. — Berkeley: Univ. California Press, 1983.
- Regan Т. Earht bound: new introductory essays in environmental ethics. — New-York: Random House, 1984. — 371 p.
- Regan Т. The rights view // People, penguins, and plastic trees / Eds. D. VanDeVeer, С Pierra. — Belmond, California: Wodsworth Publishing Company, 1984. — P. 203–205.
- Regan Т. Animal sacrifices: religious perspectives on the use animals in science. — Philadelphia: Temple Univ. Press, 1986. — 270 p.
- The animal right debate / Eds. С. Cohen, T. Regan, 2001. — 336 p.
- Regan Т. Defending animal right. — Chicago and Urbana: Univ. Illinois Press, 2001. — 224 p.
- Regan Т. Facing the challenge of animal rights. — Maryland, 2004. — 229 p.

## Про нього
- Борейко В. Е. Прорыв в экологическую этику. — К.: Киев. эколого-культурный центр, 1999. —128 с.
- Павлова Т. Н. Биоэтика в высшей школе. — К.: Киев. эколого-культурный центр, 1998. —128 с.